# Litoria
Litoria is een geslacht van 92 soorten kikkers uit de familie Pelodryadidae. De groep werd lange tijd tot de familie boomkikkers (Hylidae) gerekend. In de literatuur wordt daarom vaak de verouderde situatie vermeld.
Het geslacht werd voor het eerst wetenschappelijk beschreven door Johann Jakob von Tschudi in 1838. Later zijn wel andere wetenschappelijke namen gebruikt, zoals Ranoidea en Lepthyla. De wetenschappelijke geslachtsnaam Litoria betekent vrij vertaald 'strandkikker'. Deze naam werd voor het eerst gebruikt voor de soort Litoria freycineti, die inderdaad langs de kust leeft maar de meeste Litoria- soorten komen vooral voor in de binnenlanden waardoor de naam niet echt van toepassing is.
Het soortenaantal was lange tijd veel hoger -tot wel 175- maar veel soorten zijn aan andere geslachten toegekend, zoals Ranoidea.
De soorten leven vrijwel allemaal in Australië, enkele komen ook voor in delen van Azië in Nieuw-Guinea en Indonesië. De verschillende soorten hebben een afwijkende levenswijze; sommige van deze boomkikkers hebben een meer gravende levenswijze, veel soorten leven in bomen. Ook het uiterlijk verschilt sterk; Litoria fallax wordt 2 tot 3 centimeter lang, andere soorten worden ongeveer 10 centimeter lang.

## Soorten
Geslacht Litoria
- Soort Litoria adelaidensis
- Soort Litoria albolabris
- Soort Litoria amboinensis
- Soort Litoria angiana
- Soort Litoria arfakiana
- Soort Litoria aurifera
- Soort Litoria axillaris
- Soort Litoria biakensis
- Soort Litoria bibonius
- Soort Litoria bicolor
- Soort Litoria burrowsi
- Soort Litoria capitula
- Soort Litoria chloristona
- Soort Litoria chloronota
- Soort Litoria chrisdahli
- Soort Litoria christianbergmanni
- Soort Litoria congenita
- Soort Litoria contrastens
- Soort Litoria cooloolensis
- Soort Litoria coplandi
- Soort Litoria corbeni
- Soort Litoria darlingtoni
- Soort Litoria dentata
- Soort Litoria dorsalis
- Soort Litoria electrica
- Soort Litoria eurynastes
- Soort Litoria everetti
- Soort Litoria ewingii
- Soort Litoria fallax
- Soort Litoria flavescens
- Soort Litoria freycineti
- Soort Litoria gasconi
- Soort Litoria havina
- Soort Litoria hilli
- Soort Litoria humboldtorum
- Soort Litoria inermis
- Soort Litoria iris
- Soort Litoria jervisiensis
- Soort Litoria latopalmata
- Soort Litoria leucova
- Soort Litoria littlejohni
- Soort Litoria lodesdema
- Soort Litoria longicrus
- Soort Litoria longirostris
- Soort Litoria lutea
- Soort Litoria majikthise
- Soort Litoria mareku
- Soort Litoria megalops
- Soort Litoria meiriana
- Soort Litoria microbelos
- Soort Litoria micromembrana
- Soort Litoria mira[4]
- Soort Litoria modica
- Soort Litoria mucro
- Soort Litoria multiplica
- Soort Litoria mystax
- Soort Litoria nasuta
- Soort Litoria nigrofrenata
- Soort Litoria nigropunctata
- Soort Litoria oenicolen
- Soort Litoria ollauro
- Soort Litoria olongburensis
- Soort Litoria pallida
- Soort Litoria paraewingi
- Soort Litoria peronii
- Soort Litoria personata
- Soort Litoria pronimia
- Soort Litoria prora
- Soort Litoria pygmaea
- Soort Litoria quadrilineata
- Soort Litoria revelata
- Soort Litoria rothii
- Soort Litoria rubella
- Soort Litoria rubrops
- Soort Litoria scabra
- Soort Litoria singadanae
- Soort Litoria spartacus
- Soort Litoria staccato
- Soort Litoria thesaurensis
- Soort Litoria timida
- Soort Litoria tornieri
- Soort Litoria tyleri
- Soort Litoria umarensis
- Soort Litoria umbonata
- Soort Litoria verae
- Soort Litoria verreauxii
- Soort Litoria viranula
- Soort Litoria vocivincens
- Soort Litoria wapogaensis
- Soort Litoria watjulumensis
- Soort Litoria wisselensis
- Soort Litoria wollastoni
- Soort Litoria zweifeli